# Кленовая улица (Санкт-Петербург)
Клено́вая у́лица — улица в Центральном районе Санкт-Петербурга. Проходит от Замковой улицы до Манежной площади.

## История

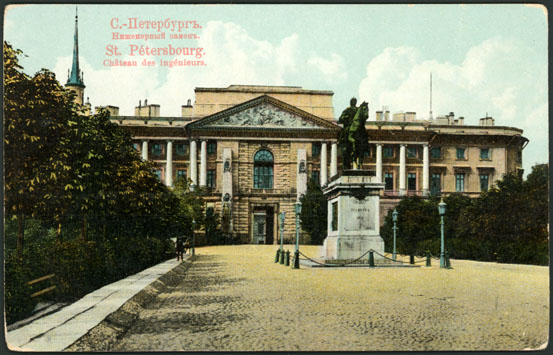

Первоначально — Кленовая аллея (с 1868 года). Проходила от Инженерной улицы до Манежной площади. Название связано с тем, что здесь до середины XX века росли кленовые деревья.
Современное название дано 16 апреля 1887 года. Проходила от Замковой до Инженерной улицы. В настоящее время этот участок является пешеходной зоной.
Участок от Инженерной улицы до Манежной площади открыт в 1940-е годы.

## Примечательные здания и сооружения
- Памятник императору Петру I, 1716—1724 гг.  781610417690006
- Дом 2 — здание учебной электростанции Николаевской инженерной академии, построено в 1893—1894 гг., воен. инж. О. К. Тейхман.  7832214000

## Транспорт
Ближайшая станция метро — «Гостиный двор».